# نیمه جادو (فیلم)
نیمه جادو (به انگلیسی: Half Magic) فیلمی محصول سال ۲۰۱۸ و به کارگردانی هدر گراهام است. در این فیلم بازیگرانی همچون هدر گراهام، آنجلا کینزی، استفانی بیاتریز، توماس لنون، لوک آرنولد، جیسون لوئیس، الکس به، مایکل آرونوف، مالی شنون، رئا پرلمان، کریس د لیا و جانی ناکسویل ایفای نقش کرده‌اند.